# 目黒区の町名
本項目黒区の町名（めぐろくのちょうめい）では、東京都目黒区に存在する、または過去に存在した町名を一覧化するとともに、明治時代初期以来の区内の町名の変遷について説明する。

## 目黒区の前史と行政区画の移り変わり
東京都目黒区は、昭和7年（1932年）10月1日、従前の荏原郡目黒町と碑衾町（ひぶすままち）の区域をもって成立した。「碑衾」は旧村名の碑文谷（ひもんや）と衾から1字ずつ取った合成地名である。以下、明治時代初期から目黒区成立までの行政区画の変遷について略述する。
現在の目黒区の区域は、かつては武蔵国荏原郡に属し、三田村、上目黒村、中目黒村、下目黒村、碑文谷村、衾村の6村があった。これらの村は明治2年から4年（1869 - 1871年）までは品川県に属していた（三田村のみ東京府に所属）。荏原郡の区域は、現在の品川区・大田区・目黒区のほぼ全域と世田谷区の一部に相当する。
明治4年7月（1871年8月）、廃藩置県が実施された。同年11月（1872年1月）、従来の東京府、品川県、小菅県が廃止されて、新しい東京府が設置され、荏原郡の区域は東京府に属することとなった。同時に府内は6大区・97小区に分けられた（いわゆる大区小区制）。明治7年（1874年）3月、区割りが見直され、あらためて11大区・103小区が設置された。後に目黒区となる区域は、このうちの第7大区第1・5・6小区に属していた。
その後、郡区町村編制法の施行に伴い、大区小区制は廃止され、明治11年（1878年）11月2日、東京府下に15区6郡（荏原、南豊島、北豊島、東多摩、南足立、南葛飾）が置かれた。後に目黒区となる区域は、このうちの荏原郡に属していた。
明治22年（1889年）、市制・町村制が施行され、東京市（15区からなる）が成立、府下の6郡は、既存の町村が整理統合されて85町村となった。85町村のうち荏原郡に属していたのは1町（品川町）18村で、このうち現在の目黒区の区域に該当するのは目黒村と碑衾村である。目黒村は明治22年に三田村、上目黒村、中目黒村、下目黒村が合併して成立、大正11年（1922年）に町制施行して目黒町となった。碑衾村は同じ明治22年に碑文谷村と衾村が合併して成立、昭和2年（1927年）に町制施行して碑衾町となった。
昭和7年（1932年）10月1日、東京市は周辺の5郡（荏原、北豊島、豊多摩、南足立、南葛飾）に属する82町村を編入し、いわゆる大東京市が成立した。なお、従前の6郡のうち、南豊島郡と東多摩郡が明治29年（1896年）に合併して豊多摩郡となっている。編入された82町村は20区に編成され、東京市は既存の15区と合わせ、35区から構成されることとなった。この時、目黒町と碑衾町の区域をもって目黒区が新設された。
昭和18年（1943年）7月1日、東京府と東京市が廃止されて、新たに東京都が設置された。この時、目黒区を含む35区は東京都直轄の区となった。

## 旧町名
以下は、明治22年（1889年）以前の旧村名、同年の市制町村制施行時点の大字名、昭和7年（1932年）の目黒区成立時の町名の対照表である。
| 旧町村名（1889年以前） | 大字名（1889年現在） | 目黒区の町名（1932年現在）                                                                                             | 備考 |
| ---------------------- | -------------------- | --- | ---- |
| 三田村                 | 目黒村三田           | 三田 |      |
| 上目黒村               | 目黒村上目黒         | 上目黒一〜八丁目、駒場町                                                                                               |      |
| 中目黒村               | 目黒村中目黒         | 中目黒一〜四丁目 |      |
| 下目黒村               | 目黒村下目黒         | 下目黒一〜四丁目 |      |
| 碑文谷村               | 碑衾村碑文谷         | 鷹番町、唐ヶ崎町、清水町、月光町、碑文谷一〜三丁目、向原町、東町、原町、洗足、宮ヶ丘、高木町、富士見台、三谷町、本郷町 |      |
| 衾村                   | 碑衾村衾             | 芳窪町、大原町、柿ノ木坂、衾町、宮前町、中根町、平町、自由ヶ丘、緑ヶ丘、大岡山                                         |      |

上記のうち三田村は現在の港区と目黒区の区域にまたがる広大な村であったが、現在の港区に属する部分は早くから町地化されて町奉行支配地となっていた（現行の港区三田一〜五丁目にほぼ該当）。一方、明治以降も三田村として存続していた区域は目黒村の大字三田となり、地名は現行の目黒区三田に引き継がれている。
目黒区では、1964年から順次区内の住居表示が実施され、1969年までに全域の住居表示実施が完了している。以下は、住居表示実施直前の1963年現在の町名と現行町名の対照表である。
なお、下表の「町の廃止年」は、当該町域の住居表示完了の年を示しており、「三田」「中目黒」のように地名自体は継承されている場合についても便宜上、住居表示完了の年を廃止年とした。住居表示が1月1日に施行されている場合は、その前年を旧町名の廃止年とした。
| 町名（1963年現在） | 町成立直前の旧地名                       | 町の成立年 | 町の廃止年 | 現町名                                                                                      | 備考                       |
| ------------------ | ---------------------------------------- | ---------- | ---------- | ------------------------------------------------------------------------------------------- | -------------------------- |
| 駒場町             | 目黒町上目黒（字駒場）                   | 1932       | 1969       | 駒場1〜4、青葉台4                                                                           |                            |
| 三田               | 目黒町三田                               | 1932       | 1967       | 三田1・2、中目黒1                                                                           |                            |
| 上目黒一〜八丁目   | 目黒町上目黒                             | 1932       | 1968       | 中央町2、中目黒1、中町2、青葉台1〜4、上目黒1〜5、東山1〜3、祐天寺1・2、五本木1〜3、大橋1・2 |                            |
| 中目黒一〜四丁目   | 目黒町中目黒                             | 1932       | 1967       | 目黒1〜3、中央町1・2、中目黒1〜5、中町1・2、上目黒1、三田2、祐天寺2、五本木2                |                            |
| 下目黒一〜四丁目   | 目黒町下目黒                             | 1932       | 1967       | 目黒1〜4、下目黒1〜6、中町1、三田2                                                          |                            |
| 鷹番町             | 碑衾町鷹番                               | 1932       | 1966       | 鷹番1・2、中央町1                                                                           | 大字鷹番の成立は1932年     |
| 唐ヶ崎町           | 碑衾町碑文谷                             | 1932       | 1966       | 中央町1・2                                                                                  |                            |
| 清水町             | 碑衾町碑文谷                             | 1932       | 1966       | 目黒本町1・2・4、鷹番1、碑文谷1                                                             |                            |
| 月光町             | 碑衾町碑文谷（字月光町）                 | 1932       | 1966       | 目黒本町3・4                                                                                | 字「月光町」の成立は1930年 |
| 碑文谷一〜三丁目   | 碑衾町碑文谷                             | 1932       | 1966       | 碑文谷1〜4、鷹番1、目黒本町2・4・6                                                          |                            |
| 向原町             | 碑衾町碑文谷（字向原町・門前町）         | 1932       | 1966       | 目黒本町4〜6                                                                                | 字「向原町」の成立は1930年 |
| 東町               | 碑衾町碑文谷（字東町・金杉町）           | 1932       | 1966       | 目黒本町3・5                                                                                | 字「東町」の成立は1930年   |
| 原町               | 碑衾町碑文谷（字原町一丁目・原町三丁目） | 1932       | 1967       | 原町1・2、洗足2                                                                             | 字「原町」の成立は1930年   |
| 洗足               | 碑衾町碑文谷                             | 1932       | 1967       | 洗足1・2                                                                                    |                            |
| 宮ヶ丘             | 碑衾町碑文谷                             | 1932       | 1966       | 南1・3、碑文谷3                                                                             |                            |
| 高木町             | 碑衾町碑文谷（字高木町一丁目）           | 1932       | 1966       | 南1                                                                                         | 字「高木町」の成立は1930年 |
| 富士見台           | 碑衾町碑文谷（字高木町二丁目）           | 1932       | 1967       | 南1・3、洗足2                                                                               |                            |
| 三谷町             | 碑衾町三谷                               | 1932       | 1967       | 五本木3、鷹番3、碑文谷6                                                                     | 大字三谷の成立は1932年     |
| 本郷町             | 碑衾町本郷                               | 1932       | 1967       | 碑文谷2・5、鷹番1                                                                           | 大字本郷の成立は1932年     |
| 芳窪町             | 碑衾町衾                                 | 1932       | 1964       | 東が丘1、八雲4                                                                              |                            |
| 大原町             | 碑衾町衾                                 | 1932       | 1964       | 東が丘1・2、八雲5                                                                           |                            |
| 柿ノ木坂           | 碑衾町衾                                 | 1932       | 1966       | 柿の木坂1〜3、碑文谷5                                                                       |                            |
| 衾町               | 碑衾町衾                                 | 1932       | 1964       | 八雲1〜5                                                                                    |                            |
| 宮前町             | 碑衾町衾                                 | 1932       | 1964       | 八雲2・3                                                                                    |                            |
| 中根町             | 碑衾町衾                                 | 1932       | 1964       | 八雲1・2、中根1・2、柿の木坂1                                                               |                            |
| 平町               | 碑衾町衾                                 | 1932       | 1964       | 平町1・2、中根1                                                                             |                            |
| 自由ヶ丘           | 碑衾町自由ヶ丘                           | 1932       | 1964       | 自由が丘1〜3                                                                                | 大字自由ヶ丘の成立は1932年 |
| 緑ヶ丘             | 碑衾町衾                                 | 1932       | 1964       | 緑が丘1〜3、自由が丘1                                                                       |                            |
| 大岡山             | 碑衾町衾                                 | 1932       | 1964       | 大岡山1・2                                                                                  |                            |

## 現行行政地名
目黒区では全区において住居表示の実施が完了している。以下は住居表示実施後の町名と、当該住居表示実施直前の旧町名の一覧である。旧町名の後に「（全）」と注記したもの以外は当該旧町域の一部である。
| 町名           | 町名読み         | 町丁新設年月日 | 住居表示実施年月日 | 住居表示実施直前町名                                                | 備考 |
| -------------- | ---------------- | -------------- | ------------------ | ------------------------------------------------------------------- | ---- |
| 青葉台一丁目   | あおばだい       | 1968年1月1日   | 1968年1月1日       | 上目黒1・6〜8、駒場町                                               |      |
| 青葉台二丁目   | あおばだい       | 1968年1月1日   | 1968年1月1日       | 上目黒1・6〜8、駒場町                                               |      |
| 青葉台三丁目   | あおばだい       | 1969年1月1日   | 1969年1月1日       | 上目黒1・6〜8、駒場町                                               |      |
| 青葉台四丁目   | あおばだい       | 1969年1月1日   | 1969年1月1日       | 上目黒1・6〜8、駒場町                                               |      |
| 大岡山一丁目   | おおおかやま     | 1965年1月1日   | 1965年1月1日       | 大岡山（全）                                                        |      |
| 大岡山二丁目   | おおおかやま     | 1965年1月1日   | 1965年1月1日       | 大岡山（全）                                                        |      |
| 大橋一丁目     | おおはし         | 1969年1月1日   | 1969年1月1日       | 上目黒7・8                                                          |      |
| 大橋二丁目     | おおはし         | 1969年1月1日   | 1969年1月1日       | 上目黒7・8                                                          |      |
| 柿の木坂一丁目 | かきのきざか     | 1965年1月1日   | 1965年1月1日       | 柿ノ木坂、中根町                                                    |      |
| 柿の木坂二丁目 | かきのきざか     | 1965年1月1日   | 1965年1月1日       | 柿ノ木坂、中根町                                                    |      |
| 柿の木坂三丁目 | かきのきざか     | 1965年1月1日   | 1965年1月1日       | 柿ノ木坂、中根町                                                    |      |
| 上目黒一丁目   | かみめぐろ       | 1968年1月1日   | 1968年1月1日       | 上目黒2・3（全）、上目黒1・4・6、中目黒2                            |      |
| 上目黒二丁目   | かみめぐろ       | 1968年1月1日   | 1968年1月1日       | 上目黒2・3（全）、上目黒1・4・6、中目黒2                            |      |
| 上目黒三丁目   | かみめぐろ       | 1968年1月1日   | 1968年1月1日       | 上目黒2・3（全）、上目黒1・4・6、中目黒2                            |      |
| 上目黒四丁目   | かみめぐろ       | 1968年1月1日   | 1968年1月1日       | 上目黒2・3（全）、上目黒1・4・6、中目黒2                            |      |
| 上目黒五丁目   | かみめぐろ       | 1968年1月1日   | 1968年1月1日       | 上目黒2・3（全）、上目黒1・4・6、中目黒2                            |      |
| 五本木一丁目   | ごほんぎ         | 1968年1月1日   | 1968年1月1日       | 上目黒5、中目黒3、三谷町                                            |      |
| 五本木二丁目   | ごほんぎ         | 1968年1月1日   | 1968年1月1日       | 上目黒5、中目黒3、三谷町                                            |      |
| 五本木三丁目   | ごほんぎ         | 1968年1月1日   | 1968年1月1日       | 上目黒5、中目黒3、三谷町                                            |      |
| 駒場一丁目     | こまば           | 1968年1月1日   | 1968年1月1日       | 駒場町                                                              |      |
| 駒場二丁目     | こまば           | 1968年1月1日   | 1968年1月1日       | 駒場町                                                              |      |
| 駒場三丁目     | こまば           | 1968年1月1日   | 1968年1月1日       | 駒場町                                                              |      |
| 駒場四丁目     | こまば           | 1968年1月1日   | 1968年1月1日       | 駒場町                                                              |      |
| 下目黒一丁目   | しもめぐろ       | 1967年3月1日   | 1967年3月1日       | 下目黒1〜4                                                          |      |
| 下目黒二丁目   | しもめぐろ       | 1967年3月1日   | 1967年3月1日       | 下目黒1〜4                                                          |      |
| 下目黒三丁目   | しもめぐろ       | 1967年3月1日   | 1967年3月1日       | 下目黒1〜4                                                          |      |
| 下目黒四丁目   | しもめぐろ       | 1967年3月1日   | 1967年3月1日       | 下目黒1〜4                                                          |      |
| 下目黒五丁目   | しもめぐろ       | 1967年3月1日   | 1967年3月1日       | 下目黒1〜4                                                          |      |
| 下目黒六丁目   | しもめぐろ       | 1967年3月1日   | 1967年3月1日       | 下目黒1〜4                                                          |      |
| 自由が丘一丁目 | じゆうがおか     | 1965年1月1日   | 1965年1月1日       | 自由ヶ丘（全）、緑ヶ丘                                              |      |
| 自由が丘二丁目 | じゆうがおか     | 1965年1月1日   | 1965年1月1日       | 自由ヶ丘（全）、緑ヶ丘                                              |      |
| 自由が丘三丁目 | じゆうがおか     | 1965年1月1日   | 1965年1月1日       | 自由ヶ丘（全）、緑ヶ丘                                              |      |
| 洗足一丁目     | せんぞく         | 1968年1月1日   | 1968年1月1日       | 洗足、原町、富士見台                                                |      |
| 洗足二丁目     | せんぞく         | 1968年1月1日   | 1968年1月1日       | 洗足、原町、富士見台                                                |      |
| 平町一丁目     | たいらまち       | 1965年1月1日   | 1965年1月1日       | 平町                                                                |      |
| 平町二丁目     | たいらまち       | 1965年1月1日   | 1965年1月1日       | 平町                                                                |      |
| 鷹番一丁目     | たかばん         | 1966年3月1日   | 1966年3月1日       | 鷹番町、本郷町、碑文谷2、清水町、三谷町                             |      |
| 鷹番二丁目     | たかばん         | 1966年3月1日   | 1966年3月1日       | 鷹番町、本郷町、碑文谷2、清水町、三谷町                             |      |
| 鷹番三丁目     | たかばん         | 1966年3月1日   | 1966年3月1日       | 鷹番町、本郷町、碑文谷2、清水町、三谷町                             |      |
| 中央町一丁目   | ちゅうおうちょう | 1966年3月1日   | 1966年3月1日       | 唐ヶ崎町（全）、鷹番町、中目黒4、上目黒5                            |      |
| 中央町二丁目   | ちゅうおうちょう | 1966年3月1日   | 1966年3月1日       | 唐ヶ崎町（全）、鷹番町、中目黒4、上目黒5                            |      |
| 中町一丁目     | なかちょう       | 1967年3月1日   | 1967年3月1日       | 中目黒3・4、下目黒4、上目黒5                                        |      |
| 中町二丁目     | なかちょう       | 1967年3月1日   | 1967年3月1日       | 中目黒3・4、下目黒4、上目黒5                                        |      |
| 中根一丁目     | なかね           | 1965年1月1日   | 1965年1月1日       | 中根町、平町                                                        |      |
| 中根二丁目     | なかね           | 1965年1月1日   | 1965年1月1日       | 中根町、平町                                                        |      |
| 中目黒一丁目   | なかめぐろ       | 1967年3月1日   | 1967年3月1日       | 中目黒1〜3、上目黒1、三田                                           |      |
| 中目黒二丁目   | なかめぐろ       | 1967年3月1日   | 1967年3月1日       | 中目黒1〜3、上目黒1、三田                                           |      |
| 中目黒三丁目   | なかめぐろ       | 1967年3月1日   | 1967年3月1日       | 中目黒1〜3、上目黒1、三田                                           |      |
| 中目黒四丁目   | なかめぐろ       | 1967年3月1日   | 1967年3月1日       | 中目黒1〜3、上目黒1、三田                                           |      |
| 中目黒五丁目   | なかめぐろ       | 1967年3月1日   | 1967年3月1日       | 中目黒1〜3、上目黒1、三田                                           |      |
| 原町一丁目     | はらまち         | 1968年1月1日   | 1968年1月1日       | 原町                                                                |      |
| 原町二丁目     | はらまち         | 1968年1月1日   | 1968年1月1日       | 原町                                                                |      |
| 東が丘一丁目   | ひがしがおか     | 1964年7月1日   | 1964年7月1日       | 芳窪町、大原町                                                      |      |
| 東が丘二丁目   | ひがしがおか     | 1964年7月1日   | 1964年7月1日       | 芳窪町、大原町                                                      |      |
| 東山一丁目     | ひがしやま       | 1968年1月1日   | 1968年1月1日       | 上目黒6・7                                                          |      |
| 東山二丁目     | ひがしやま       | 1968年1月1日   | 1968年1月1日       | 上目黒6・7                                                          |      |
| 東山三丁目     | ひがしやま       | 1968年1月1日   | 1968年1月1日       | 上目黒6・7                                                          |      |
| 碑文谷一丁目   | ひもんや         | 1966年3月1日   | 1966年3月1日       | 碑文谷3（全）、碑文谷1・2、清水町、宮ヶ丘、本郷町、柿ノ木坂、三谷町 |      |
| 碑文谷二丁目   | ひもんや         | 1966年3月1日   | 1966年3月1日       | 碑文谷3（全）、碑文谷1・2、清水町、宮ヶ丘、本郷町、柿ノ木坂、三谷町 |      |
| 碑文谷三丁目   | ひもんや         | 1966年3月1日   | 1966年3月1日       | 碑文谷3（全）、碑文谷1・2、清水町、宮ヶ丘、本郷町、柿ノ木坂、三谷町 |      |
| 碑文谷四丁目   | ひもんや         | 1966年3月1日   | 1966年3月1日       | 碑文谷3（全）、碑文谷1・2、清水町、宮ヶ丘、本郷町、柿ノ木坂、三谷町 |      |
| 碑文谷五丁目   | ひもんや         | 1966年3月1日   | 1966年3月1日       | 碑文谷3（全）、碑文谷1・2、清水町、宮ヶ丘、本郷町、柿ノ木坂、三谷町 |      |
| 碑文谷六丁目   | ひもんや         | 1966年3月1日   | 1966年3月1日       | 碑文谷3（全）、碑文谷1・2、清水町、宮ヶ丘、本郷町、柿ノ木坂、三谷町 |      |
| 三田一丁目     | みた             | 1967年5月1日   | 1967年5月1日       | 三田、下目黒1、中目黒1                                              |      |
| 三田二丁目     | みた             | 1967年5月1日   | 1967年5月1日       | 三田、下目黒1、中目黒1                                              |      |
| 緑が丘一丁目   | みどりがおか     | 1965年1月1日   | 1965年1月1日       | 緑ヶ丘                                                              |      |
| 緑が丘二丁目   | みどりがおか     | 1965年1月1日   | 1965年1月1日       | 緑ヶ丘                                                              |      |
| 緑が丘三丁目   | みどりがおか     | 1965年1月1日   | 1965年1月1日       | 緑ヶ丘                                                              |      |
| 南一丁目       | みなみ           | 1966年3月1日   | 1966年3月1日       | 高木町（全）、富士見台、宮ヶ丘                                      |      |
| 南二丁目       | みなみ           | 1966年3月1日   | 1966年3月1日       | 高木町（全）、富士見台、宮ヶ丘                                      |      |
| 南三丁目       | みなみ           | 1966年3月1日   | 1966年3月1日       | 高木町（全）、富士見台、宮ヶ丘                                      |      |
| 目黒一丁目     | めぐろ           | 1967年3月1日   | 1967年3月1日       | 中目黒1・3、下目黒1〜4、三田                                        |      |
| 目黒二丁目     | めぐろ           | 1967年3月1日   | 1967年3月1日       | 中目黒1・3、下目黒1〜4、三田                                        |      |
| 目黒三丁目     | めぐろ           | 1967年3月1日   | 1967年3月1日       | 中目黒1・3、下目黒1〜4、三田                                        |      |
| 目黒四丁目     | めぐろ           | 1967年3月1日   | 1967年3月1日       | 中目黒1・3、下目黒1〜4、三田                                        |      |
| 目黒本町一丁目 | めぐろほんちょう | 1966年3月1日   | 1966年3月1日       | 月光町、東町、向原町（以上全）、清水町、碑文谷1・2                  |      |
| 目黒本町二丁目 | めぐろほんちょう | 1966年3月1日   | 1966年3月1日       | 月光町、東町、向原町（以上全）、清水町、碑文谷1・2                  |      |
| 目黒本町三丁目 | めぐろほんちょう | 1966年3月1日   | 1966年3月1日       | 月光町、東町、向原町（以上全）、清水町、碑文谷1・2                  |      |
| 目黒本町四丁目 | めぐろほんちょう | 1966年3月1日   | 1966年3月1日       | 月光町、東町、向原町（以上全）、清水町、碑文谷1・2                  |      |
| 目黒本町五丁目 | めぐろほんちょう | 1966年3月1日   | 1966年3月1日       | 月光町、東町、向原町（以上全）、清水町、碑文谷1・2                  |      |
| 目黒本町六丁目 | めぐろほんちょう | 1966年3月1日   | 1966年3月1日       | 月光町、東町、向原町（以上全）、清水町、碑文谷1・2                  |      |
| 八雲一丁目     | やくも           | 1964年7月1日   | 1964年7月1日       | 衾町、宮前町（以上全）、中根町、大原町、芳窪町                      |      |
| 八雲二丁目     | やくも           | 1964年7月1日   | 1964年7月1日       | 衾町、宮前町（以上全）、中根町、大原町、芳窪町                      |      |
| 八雲三丁目     | やくも           | 1964年7月1日   | 1964年7月1日       | 衾町、宮前町（以上全）、中根町、大原町、芳窪町                      |      |
| 八雲四丁目     | やくも           | 1964年7月1日   | 1964年7月1日       | 衾町、宮前町（以上全）、中根町、大原町、芳窪町                      |      |
| 八雲五丁目     | やくも           | 1964年7月1日   | 1964年7月1日       | 衾町、宮前町（以上全）、中根町、大原町、芳窪町                      |      |
| 祐天寺一丁目   | ゆうてんじ       | 1968年1月1日   | 1968年1月1日       | 上目黒4・5、中目黒3                                                 |      |
| 祐天寺二丁目   | ゆうてんじ       | 1968年1月1日   | 1968年1月1日       | 上目黒4・5、中目黒3                                                 |      |